# Статистична оптика
Статистична оптика — розділ оптики, що вивчає оптичні явища і процеси, які описуються теорією випадкових процесів.

## Історія розвитку
Історію розвитку статистичної оптики умовно ділять на три періоди: долазерний, лазерний і постлазерний, або новітній. До створення лазерів джерела світла були шумовими, які адекватно описуються гаусовою статистикою. Лазери випромінюють світло зі значно пригніченими флуктуаціями і в багатьох випадках добре описуються моделлю випромінювання з практично постійною амплітудою, але випадковою фазою. Лазерні поля мають істотно негаусову статистику і можуть бути описані як квантово-механічно, так і напівкласично. У постлазерний період було створено джерела некласичних світлових полів. 1977 року — поля з антиугрупуванням фотонів (Квантова оптика), 1985 року — поля у квантовому стисненому стані.

## Завдання статистичної оптики
Статистична оптика окреслює велике коло проблем: вивчення шумів і флуктуацій у джерелах оптичного випромінювання, статистичні проблеми взаємодії світлових полів з речовиною, дослідження поширення оптичних хвиль у випадково неоднорідних і турбулентних середовищах, статистичні проблеми приймання та обробки інформації в оптичному діапазоні довжин хвиль тощо.

## Різновиди статистичної оптики
Залежно від методів, застосовуваних для опису випадкових оптичних процесів і явищ, розрізняють хвильову статистичну оптику і квантову статистичну оптику. Статистичні явища, пов'язані з реєстрацією світлового поля методом підрахунку окремих фотонів, відносять до статистики фотовідліку. Прикладом випадкового поля (тобто функції декількох змінних) є температурне поле турбулентної атмосфери, поле швидкостей частинок газу. В діелектричному середовищі випадкові джерела електромагнітного випромінювання збуджують хвилі, в яких випадкові амплітуди, фази, частоти та хвильові вектори. Сукупність таких випадкових хвиль утворює випадкове електромагнітне поле. Згідно із основними ідеями теорії випадкових процесів, для випадкових полів можна визначити функції розподілу, середні, кореляційні функції тощо. При цьому, до певної міри, є другорядним питання про фізичну природу таких полів. Їх поява може бути зумовлена як внутрішніми чинниками, наприклад принципово статистичним характером теплового випромінювання, так і зовнішніми, наприклад проходженням когерентного випромінення через турбулентну атмосферу.